# Paul Lidback
Paul Gustaf Andreios Lidback, född 21 mars 1778 i Karlstad, död 29 juli 1857 på Bråsäter, Högsäters socken, var en svensk godsägare, boktryckare och författare.
Paul Lidback var son till handlaren Anders Lidback. Han blev student vid Uppsala universitet 1791 och efter avlagda examina länsbokhållare i Karlstad. Han var förmögen, innehavare av fideikommisset Stora Våxnäs utanför Karlstad och ägare till Tye hemman på Hammarön i Vänern. Han utförde betydliga odlingsinsatser på Hammarön och deltog flitigt i socknens angelägenheter. 1824 måste han göra konkurs, vilket medförde att han fråndömdes fideikommisset. Lidback var ett stort original. 1830 upprättade han ett boktryckeri på Hammarön och utgav därifrån Socrates och Solon. Hammarö tidskrift 1830–1831. Den innehöll politiska och statsvetenskapliga artiklar men även uppsatser om öns historia och kritik av sociala missförhållanden. 1840 utgav han en litterär tidning, Middagsbladet, av vilken endast fyra nummer utkom. En ABCD-bok utkom 1832, vilken innehöll grunderna i olika vetenskaper. Dessutom publicerade Lidback 1849 Mitt hjärtas runor eller P. G. A. L-s hemstunds-dikter som var en gemensam titel på tre samlingar Satirer och ironier. Så småningom övergav Lidback sin familj och slog sig ned i Gunneruds torp i Östra Ämterviks socken, där han i stor fattigdom framlevde sina sista år. Han sysslade vid denna tid med en bibelöversättning, som han tillsammans med andra manuskript vid sin död lämnade att förvaras i Östra Ämterviks kyrka och inte fick offentliggöras förrän 1900. Lidback var förebilden för farbror Eberhard i Selma Lagerlöfs Gösta Berlings saga. Denne skildras dock som ateist, medan Lidback var en from mystiker.